# Margaret Newton
Margaret Brown Newton (20 d'abril de 1887 - 6 d'abril de 1971) va ser una fitopatòloga i micòloga quebequesa internacionalment reconeguda per la recerca pionera de Puccinia graminis, particularment per l'estudi dels seus efectes sobre el blat de producció agrícola canadenca.